# Ram Slam T20 Challenge 2015/16
Die Ram Slam T20 Challenge 2015/16 war die elfte Saison der südafrikanischen Twenty20-Meisterschaft im Cricket und wurde von 1. November bis 12. Dezember 2015 ausgetragen. Dabei nahmen die sechs Franchises an dem Turnier teil, die auch im First-Class Cricket in Südafrika aktiv sind. Sieger waren die Titans, die sich im Finale mit 7 Wickets gegen die Dolphins durchsetzten.

## Format
Die sechs Mannschaften spielten in einer Gruppe gegen jedes andere Team jeweils zwei Mal. Für einen Sieg gab es vier Punkte, für ein Unentschieden drei und ein No Result zwei. Im Falle einer Run Rate die das 1.25-fache des Gegners überschritt gab es einen Bonus Punkt. Der Gruppenerste qualifizierte sich direkt für das Finale, während der Gruppenzweite und -dritte zuvor ein Halbfinale austrugen, dessen Gewinner ebenfalls ins Finale einzog.

## Gruppenphase
Tabelle
Zum Ende der Gruppenphase ergab sich die folgende Tabelle.
| Teams       | Sp. | S | N | U | R | NR | A | BP | Punkte | NRR    |
| ----------- | --- | - | - | - | - | -- | - | -- | ------ | ------ |
| Titans      | 10  | 8 | 2 | 0 | 0 | 0  | 0 | 3  | 35     | +1.104 |
| Dolphins    | 10  | 5 | 4 | 0 | 0 | 1  | 0 | 0  | 22     | −0.293 |
| Cape Cobras | 10  | 5 | 5 | 0 | 0 | 0  | 0 | 0  | 20     | −0.189 |
| Warriors    | 10  | 4 | 5 | 0 | 0 | 1  | 0 | 0  | 18     | −0.514 |
| Lions       | 10  | 4 | 6 | 0 | 0 | 0  | 0 | 0  | 16     | −0.466 |
| Knights     | 10  | 3 | 7 | 0 | 0 | 0  | 0 | 2  | 14     | 0.292  |

## Playoffs

### Halbfinale
| 9. Dezember Scorecard | Durban | Dolphins 178-3 (20)         | – | Cape Cobras 173-8 (20) |
|                       |        | Dolphins gewinnt mit 5 Runs |   |                        |

### Finale
| 12. Dezember Scorecard | Centurion | Dolphins 159-5 (20)          | – | Titans 161-3 (16.5) |
|                        |           | Titans gewinnt mit 7 Wickets |   |                     |